# Hugh Reginald Haweis

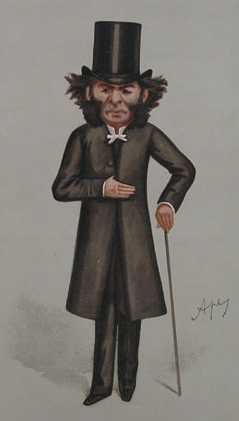
El Rev. Hugh Reginald Haweis por Carlo Pellegrini, 1888.

Hugh Reginald Haweis (3 de abril de 1838 - 29 de enero de 1901) fue un clérigo y escritor inglés.

## Biografía
El reverendo H.R. Haweis nació en Egham, Surrey en 1838, hijo del reverendo John Oliver Willyams Haweis de Brighton, canon de Chichester. Él fue educado en privado en Sussex y en el Trinity College, Cambridge, donde se graduó de BA en 1860. Viajó a Italia y sirvió bajo las órdenes de Giuseppe Garibaldi en 1860. A su regreso a Inglaterra, fue ordenado y celebró varias misas en varias curadurías en Londres, y luego puesto a cargo de St. James, Marylebone en 1866. 

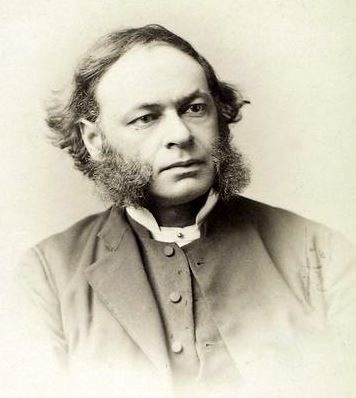
H. R. Haweis

Sus métodos no convencionales de llevar a cabo el servicio religioso, combinado con su figura enana y su manera de actuar animada, pronto atrajeron a muchas congregaciones. Se casó con Mary E. Joy en 1866, y tanto él como la señora Haweis (f. 1898) contribuyeron periódicamente a la literatura y se dedicaron a viajar mucho al extranjero. Haweis era conferenciante de Lowell en Boston, Massachusetts y en 1885, representó a la iglesia anglicana en el parlamento de religiones de Chicago en 1893.
Se interesó por la música y escribió varios libros sobre violines y campanas de iglesia, además de aportar un artículo a la novena edición de la Enciclopedia Británica en la palabra Campana. Su libro más conocido fue Música y moral (1871), que pasó por dieciséis ediciones antes de finales del siglo, y fue por un tiempo editor de Cassell's Magazine (1868). También escribió el libro de cinco volúmenes "Cristo y el cristianismo", una historia popular de la iglesia (1886 - 1887), así como "Viajar y hablar" (1896) y similares libros de charla y entretenimiento. Su libro Mi Vida Musical, ofrece una gira biográfica a través de su carrera y sus inclinaciones espirituales en la música, el seguimiento de su despertar musical, su interés en los fabricantes de violín cremoneses, en Paganini, El Anillo de los Nibelungos, Parsifal, Lohengrin, la opera Tannhäuser, y sus anécdotas de sus reuniones con Richard Wagner y Franz Liszt.